# Жан-Сантос Мантубіла
Жан-Сантос Мантубіла (фр. Jean-Santos Muntubila, нар. 20 грудня 1958, Кіншаса) — футболіст ДР Конго, що грав на позиції півзахисника, зокрема за низку французьких клубних команд та за національну збірну Заїру. По завершенні ігрової кар'єри — тренер.

## Клубна кар'єра
У дорослому футболі дебютував 1976 року виступами на батьківщині за команду «Дрегонс» (Кіншаса), в якій провів чотири сезони. 
1980 року був запрошений до Франції, де приєднався до лав «Сошо». У 1981–1982 роках віддавався в оренду до «Марселя», а загалом гравцем «Сошо» був до 1984.
Згодом відіграв два сезони в Німеччині за «Саарбрюкен», після чого повернувся до Франції, де захищав кольори «Бастії» та «Валансьєнна», а протягом 1991—1995 років завершував кар'єру у нижчоліговому «ЕСА Брів».

## Виступи за збірну
1986 року дебютував в офіційних матчах у складі національної збірної Заїру. У її складі був учасником Кубка африканських націй 1988 року у Марокко.
Загалом протягом п'яти років, провів у її формі 5 матчів і забив один гол.

## Кар'єра тренера
По завершенні кар'єри гравця 1995 року повернувся на батьківщину, де очолив тренерський штаб збірної Заїру, згодом працював із нею у 1996–1997 роках, а також протягом частини 2001 і 2013 років, коли вона вже представляла Демократичну Республіку Конго.
У 2000-х роках також тренував місцеві клуби «ТП Мазембе» та «Мотема Пембе».